# Martinô Tô Diệu Vấn
Martinô Tô Diệu Vấn (tiếng Trung: 蘇耀文; Su Yao-wen; sinh 1959), một số tài liệu ghi tên ông là Tô Diệu Văn, là một giám mục người Đài Loan của Giáo hội Công giáo Rôma. Ông hiện đảm nhiệm vị trí Giám mục chính tòa Giáo phận Đài Trung.

## Tiểu sử
Giám mục Tô Diệu Vấn sinh ngày 9 tháng 11 năm 1959 tại quận Tsoying thuộc Kaohsiung, miền Nam Đài Loan. Sau thời gian dài tu học, Phó tế Diệp Vấn được phong chức linh mục, thuộc linh mục đoàn Giáo phận Đài Trung vào ngày 8 tháng 6 năm 1989.
Ngày 25 tháng 6 năm 2007, Tòa Thánh bổ nhiệm linh mục Martinô Tô Diệp Vấn làm Giám mục chính tòa Giáo phận Đài Trung. Lễ Tấn phong cho tân giám mục đã được cử hành sau đó vào ngày 25 tháng 9.